# Конти, Памела
Памела Конти (итал. Pamela Conti; 4 апреля 1982, Палермо) — итальянская футболистка, нападающая и атакующий полузащитник, тренер. Выступала за сборную Италии.

## Биография

### Клубная карьера
Начала взрослую карьеру в 1996 году в клубе «Аквиле Палермо», игравшем в третьем дивизионе Италии, из этого клуба в мае 1998 года получила первый вызов в национальную сборную. В 1999 году перешла в клуб высшего дивизиона «Сассари Торрес» и выступала за него 10 сезонов. Стала двукратной чемпионкой Италии (2000, 2001) и 5-кратной обладательницей Кубка страны (2000, 2001, 2004, 2005, 2008), участвовала в матчах еврокубков.
В 2008 году перешла в испанский клуб «Леванте» и стала вице-чемпионкой Испании. Затем недолго играла в американской W-лиге за «Баффало Флэш». В сезоне 2009/10 играла за испанский «Эспаньол» и снова стала вице-чемпионской страны, забила единственный гол своего клуба в финальной серии против «Райо Вальекано» (0:1, 1:1), а всего за сезон стала автором 26 голов, а также стала обладательницей Кубка Испании. В 2010 году вернулась в «Леванте», но клуб в том сезоне не боролся за высокие места.
Летом 2011 года перешла в российский клуб «Энергия» (Воронеж) и в осенней части сезона сыграла 4 матча и забила один гол в высшей лиге России. Во время зимнего перерыва перешла в другой российский клуб, «Зоркий» (Красногорск), где выступала полтора года, стала вице-чемпионкой России в сезоне 2011/12 и чемпионкой — в сезоне 2012/13. В последнем сезоне стала лучшим бомбардиром своего клуба с 12 голами. В составе обеих российских команд принимала участие в матчах Лиги чемпионов.
В 2013 году вернулась в «Сассари Торрес», провела в команде один сезон, стала вице-чемпионкой и обладательницей Суперкубка Италии. Довела общее число голов за клуб в чемпионате Италии до 107. В марте 2014 года перешла в шведский клуб «Эскильстуна Юнайтед», но не смогла закрепиться в составе, сыграв только 2 неполных матча, и уже летом завершила карьеру.

### Карьера в сборной
Выступала за юниорскую сборную Италии.
В национальной сборной Италии дебютировала в 16-летнем возрасте, в мае 1998 года в игре отборочного турнира чемпионата мира против Финляндии. В 2005 году впервые приняла участие в финальной части крупного турнира — чемпионате Европы, однако итальянки не смогли выйти из группы. На следующем чемпионате Европы (2009) стала четвертьфиналисткой. В отборочном турнире чемпионата мира 2011 года забила 10 голов в 13 матчах, но сборная потерпела неудачу в двух сериях плей-офф и не вышла в финальную часть. В отборе к чемпионату Европы 2013 года забила 5 голов в 7 матчах но не была включена тренерами в состав на финальный турнир.
Всего в составе сборной сыграла 90 матчей и забила 30 голов.

### Тренерская карьера
После окончания игровой карьеры некоторое время работала детским тренером в Палермо. В 2018 году работала тренером команды 16-летних девушек в «Атлетико» (Мадрид). В октябре 2019 года назначена главным тренером женской сборной Венесуэлы.

## Личная жизнь
Отец, Франческо Конти (1943—2018) был футболистом и играл за «Палермо» в Серии А. Братья Винченцо и Даниэле занимались футболом в юношеских командах.